# Abbaye de Boschaud
L’abbaye Notre-Dame de Boschaud (de Bosco Cavo, « bois creux », Boscavium, Boscavum) est une ancienne abbaye cistercienne, fondée au XIIe siècle , et qui est située sur le territoire de la commune de Villars, en Dordogne.

## Histoire

### Fondation

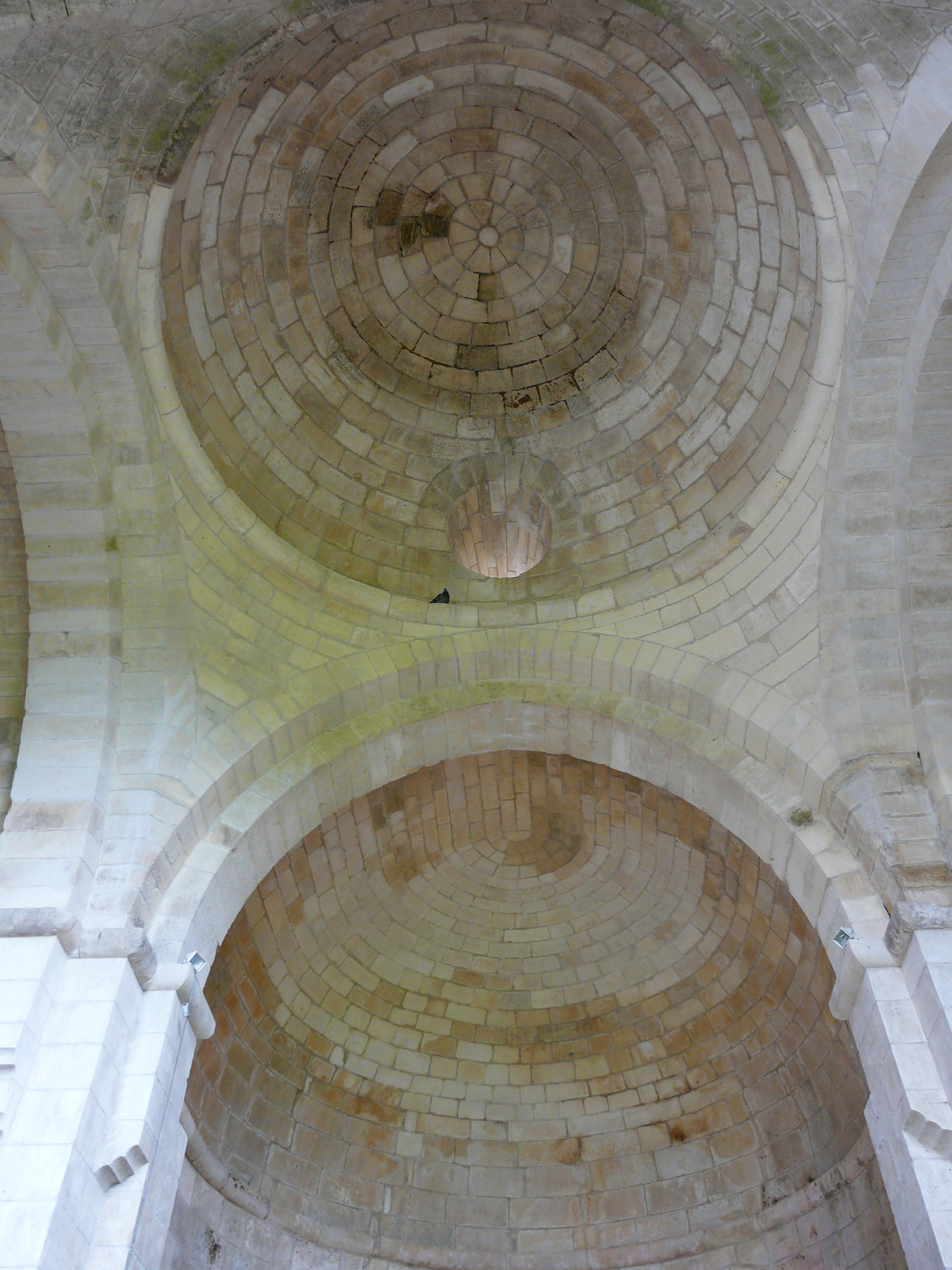
Église abbatiale — Une des coupoles subsistantes de la nef.

L'abbaye Notre-Dame de Boschaud est au départ une fondation d'ermites ayant choisi de vivre une vie monastique commune. C'est probablement une des nombreuses fondations suscitées par Géraud de Salles en Limousin et Périgord. À la mort de celui-ci en 1120, les évêques des diocèses concernés proposent aux communautés de s'affilier à l'ordre cistercien. Mais, curieusement, alors que toutes les abbayes voisines s'affilient rapidement à celle de Cadouin ou de Dalon, l'abbaye de Boschaud attend plusieurs décennies avant de choisir de s'affilier à l'abbaye Notre-Dame-de-Ré, de la filiation de Pontigny, ce qui est officialisé le 20 janvier 1163. L'influence des moines de La Peyrouse est peut-être décisive dans le choix final de l'ordre cistercien, cette dernière ayant essaimé vers Boschaud.

### Les destructions
L'abbaye est partiellement détruite durant les guerres de Religion et partiellement remise en état au XVIIe siècle (chapelle, dortoir). Ces ravages causent entre autres la destruction de tous les documents relatifs à cette abbaye (cartulaire, terrier, inventaire de biens), de sorte que son histoire reste très fragmentaire.

### La Révolution
En 1790, quand les révolutionnaires viennent fermer l'abbaye, ils n'y trouvent qu'un seul moine.

## Description
Le site n'est pas habituel pour une abbaye cistercienne : contrairement aux usages, elle n'est pas implantée sur un cours d'eau, et n'est alimentée en eau que par des puits.

### L'église
Le style de l'abbatiale mêle de manière assez habile le style cistercien (nef unique à quatre travées, dont deux subsistent, chapelle orientale de chaque côté du chœur et donnant sur le transept) au style roman à coupole présent en Périgord et en Saintonge.

### Les bâtiments conventuels
Le cloître roman est mal connu. Au XVIIe siècle, les galeries sont simplement charpentées et couvertes de tuiles, « ni lambrissées, ni pavées ». En 1680, une galerie s'écroule.
La salle du chapitre conserve encore une partie de son élévation, bien que les voûtes soient absentes. Sa façade sur le cloître présente un appareillage de grande qualité, des moulurations et une sculpture recherchée dans sa sobriété. On retrouve dans les ouvertures des adaptations cisterciennes des traditions constructives locales, reprenant par exemple le type des baies limousines.
Du réfectoire, ruiné pendant les troubles des XVIe et XVIIe siècles, ne subsistent plus que quelques pierres.
Il est possible que le traditionnel bâtiment occidental n'ait jamais existé ici. Par contre, des extensions à l'est du chevet, rares dans la tradition cistercienne, sont encore conservées.

### Aujourd'hui
Le 12 septembre 1950, les ruines de l'abbaye sont classées au titre des monuments historiques.
Elles sont rachetées par l'État en 1967. Les ruines de l'abbaye deviennent propriété de la commune de Villars en 2007. Transférée à la commune de Villars, la gestion du site est appuyée à partir des années 2010 par l'association Festivillars ; Celle-ci fait de l'abbaye un haut-lieu de manifestations culturelles (expositions, concerts).